# Lysandra posticolunulata
Lysandra posticolunulata är en fjärilsart som beskrevs av Tutt 1909. Lysandra posticolunulata ingår i släktet Lysandra och familjen juvelvingar. Inga underarter finns listade i Catalogue of Life.